# 欧文·张伯伦
欧文·张伯伦（Owen Chamberlain，1920年7月10日 - 2006年2月28日），是一名出生在旧金山的美國物理学家，因与埃米利奥·塞格雷发现反质子而共同获得1959年诺贝尔物理学奖。

## 生平
於1920年生於舊金山，1937年畢業於費城的Germantown Friends School。之後他在達特茅斯學院研讀物理。
第二次世界大戰結束後，張伯倫在知名物理學家恩里科·费米的指導下於芝加哥大學繼續他的博士研究。
張伯倫在1985年被診斷出罹患帕金森氏症，之後於1989年離開教職。張伯倫最後因帕金森氏症所產生的併發症而於2006年2月28日死亡，享壽85歲。

## 外部連結
- 诺贝尔官方网站关于欧文·张伯伦简介 （页面存档备份，存于）